# 1740

## Събития
- 9 октомври – Начало на Батавското клане
- Създаден е първият вентилатор.

## Родени
- 9 май – Джовани Паизиело, италиански композитор от 18 век († 1816 г.)
- 2 юни – Донасиен Алфонс Франсоа дьо Сад, френски писател и философ

## Починали
- 31 май – Фридрих Вилхелм I, крал на Прусия
- 16 юли – Мария-Анна Нойбургска, испанска кралица
- 20 октомври – Карл VI, Свещен римски император, крал на Бохемия, Унгария и Хърватия